# Tiefenbachtal bei Rollesbroich mit Nebenbächen
Das Naturschutzgebiet Tiefenbachtal bei Rollesbroich mit Nebenbächen liegt im Gemeindegebiet Simmerath, nördlich von Rollesbroich.

## Beschreibung
Der Tiefenbach ist ein typischer Mittelgebirgsbach mit steiniger, unverbauter Bachsohle. Die Fließgeschwindigkeit variieren, bilden Kolke, und Uferabbrüche. Die Aue ist überwiegend Grünland, an den Bachufern ist Erlenauwald. Als Einzugsbereich der Kall bildet er einen Biotopverbund naturnaher Gewässerabschnitte. Vorhandene Fichtenbestände sollen längerfristig in Laubwaldbestände umgebildet werden.

## Schutzzweck
Geschützt werden sollen die Lebensräume für viele nach der Roten Liste gefährdete Pflanzen, Pilze und Tiere. Das Gebiet dient vorrangig der Erhaltung von Lebensraum für bedrohte Pflanzen- und Tierarten und der Erhaltung und Entwicklung natürlicher Lebensräume gemäß Anhang I FFH-Richtlinie: Biber, Großes Mausohr, Teichfledermaus, Eisvogel, Braunkehlchen, Beinbrech. 
Diese Biotoptypen sind in diesem Gebiet anzutreffen: Quellen, Nass- und Feuchtgrünland, naturnahe unverbaute Bachabschnitte, an der Oberfläche anstehende Felsen, Magerwiesen und Weiden sowie Auwälder.